# Korona Rudolfa II Habsburga

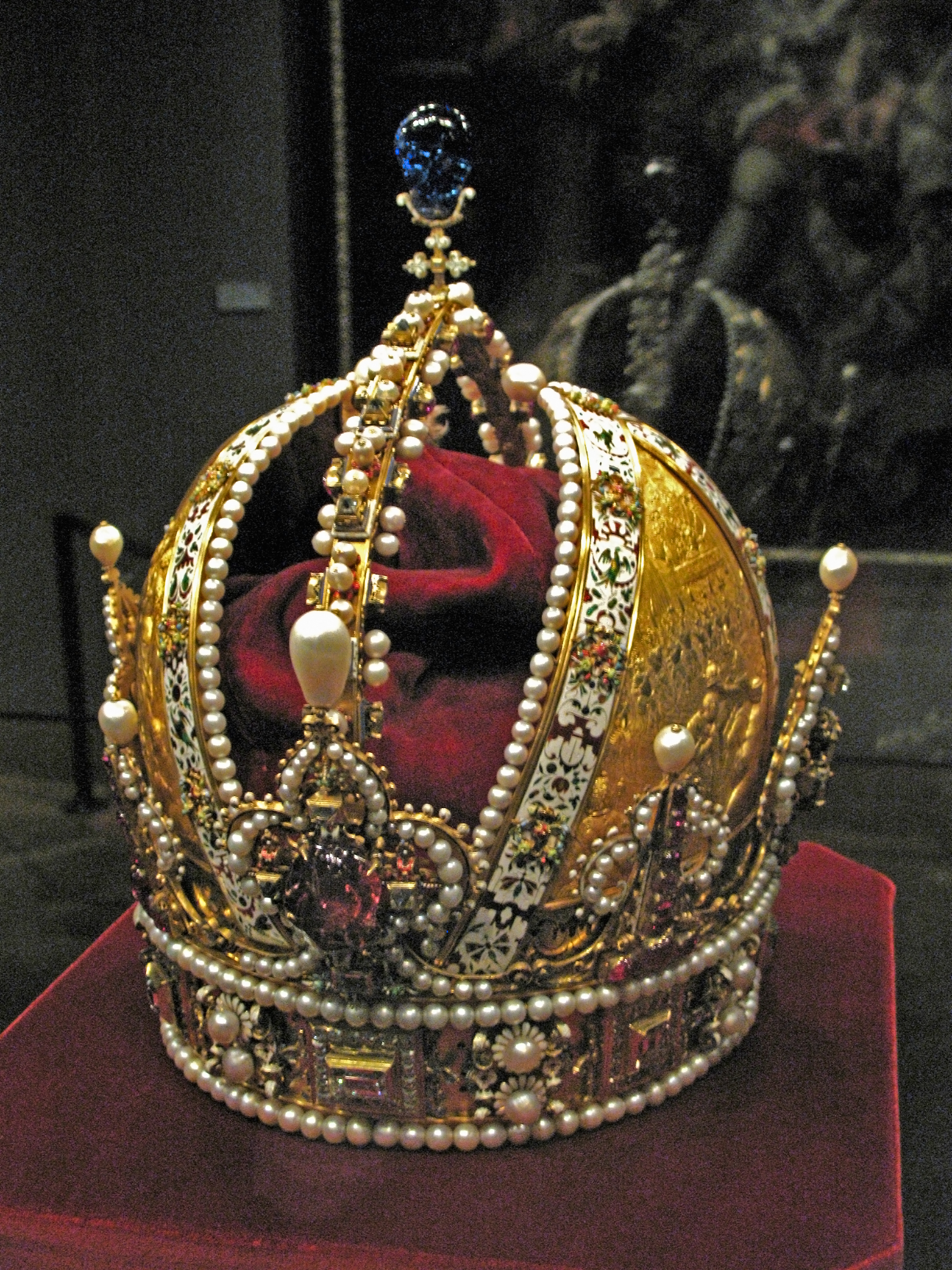
Korona Rudolfa II

Korona Rudolfa II Habsburga, od 1804 Austriacka Korona Cesarska (niem Österreichische Kaiserkrone) – korona wykonana na początku XVII wieku jako prywatna korona cesarza Rudolfa II Habsburga, od 1804 insygnium to stało się symbolem Cesarstwa Austrii. Przechowywana obecnie w Schatzkammer w pałacu Hofburg w Wiedniu.

## Historia
Korona Rudolfińska została wykonana w 1602 w warsztacie jubilerskim na Hradczanach w Pradze przez niderlandzkiego mistrza i złotnika Jana Vermeyena na zamówienie cesarza Rudolfa II. Służyła ona monarsze jako insygnium podczas uroczystości dworskich. Po śmierci cesarza w 1612 była dziedziczona i używana jako korona osobista przez kolejnych przedstawicieli rodu Habsburgów zasiadających na tronie cesarskim. W 1806 gdy Franciszek II Habsburg zrezygnował z tytułu cesarza rzymskiego i proklamował się cesarzem Austrii, korona Rudolfa II została przez niego wybrana na insygnium nowej monarchii i stała się austriacką koroną cesarską (do 1918). Nigdy jednak nie została użyta do koronacji, gdyż takiej ceremonii w Cesarstwie Austrii nie praktykowano.

## Opis
Korona Rudolfińska ma kształt mitry. Składa się z obręczy z odchylonymi do przodu czterema dużymi i czterema małymi liliami. Obręcz korony wysadzana jest kamieniami szlachetnymi i perłami. Cztery duże lilie mają w środku po jednym rubinie otoczonym po bokach diamentami i perłami. Mniejsze lilie mają paski ułożone z rubinów i zwieńczone są na szczycie dużymi perłami. Koronę zamykają dwie złote, grawerowane i emaliowane półsfery oraz wysadzany szlachetnymi kamieniami kabłąk na którego szczycie znajduje się niewielki krzyżyk zwieńczony dużym szafirem. 
Relief na złotych płytkach półsfer przedstawia sceny z życia Rudolfa II - triumf w wojnie z Turcją, koronację cesarską w Ratyzbonie, procesję koronacyjną w Pradze oraz wjazd uroczysty króla Węgier na Wzgórze Królewskie w Bratysławie. Wewnątrz insygnium znajduje się łacińska inskrypcja RVDOLPHVS II ROM(ANORVM) IMP(ERATOR) AVGVSTUS HVNG(ARIAE) ET BOH(EMIAE) REX CONSTRVXIT MDCII (Zrobiono w 1602 dla Rudolfa II, cesarza rzymskiego, króla węgierskiego, króla czeskiego). 

## Galeria

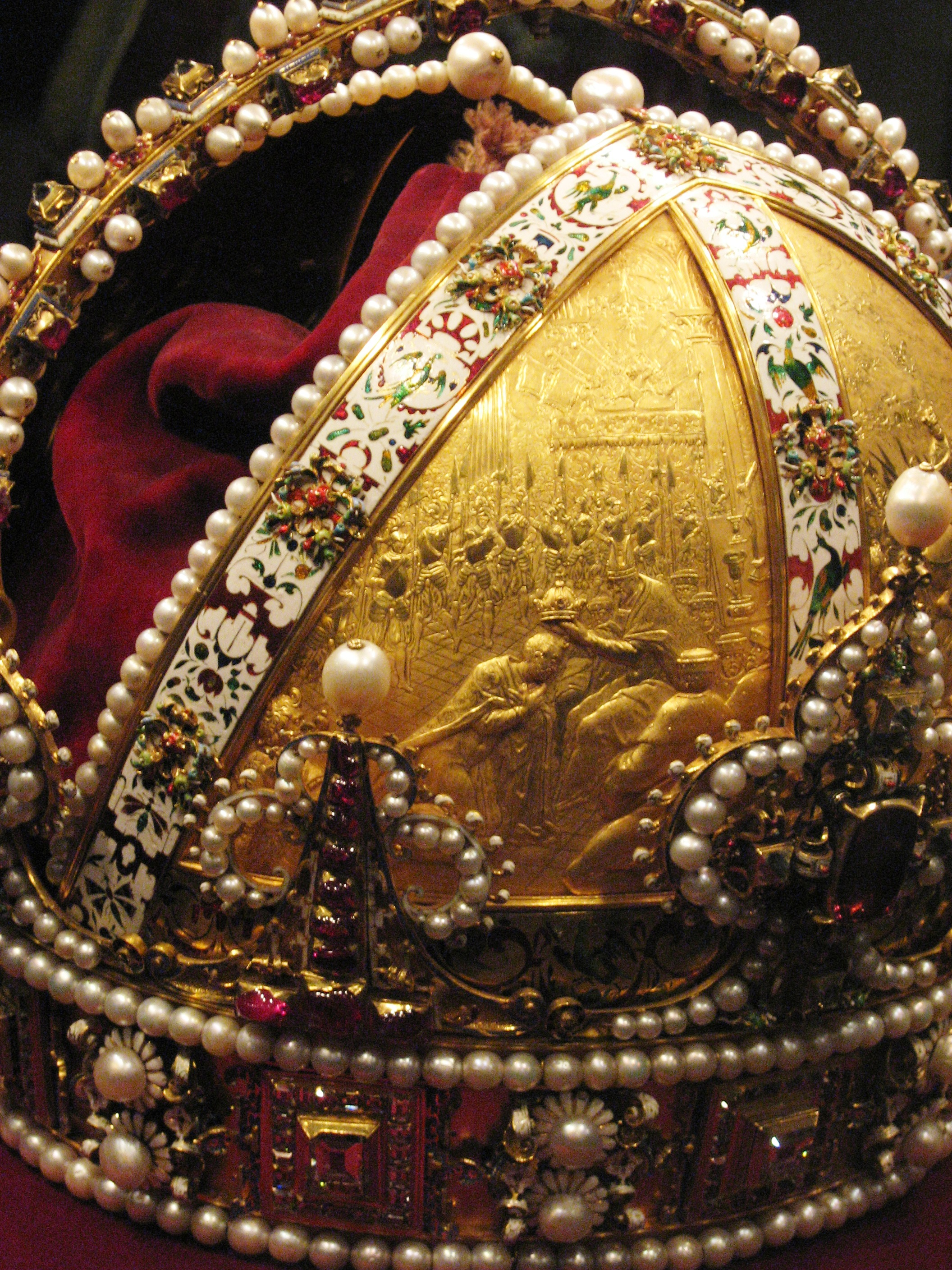
Relief przedstawiający koronację cesarską Rudolfa II
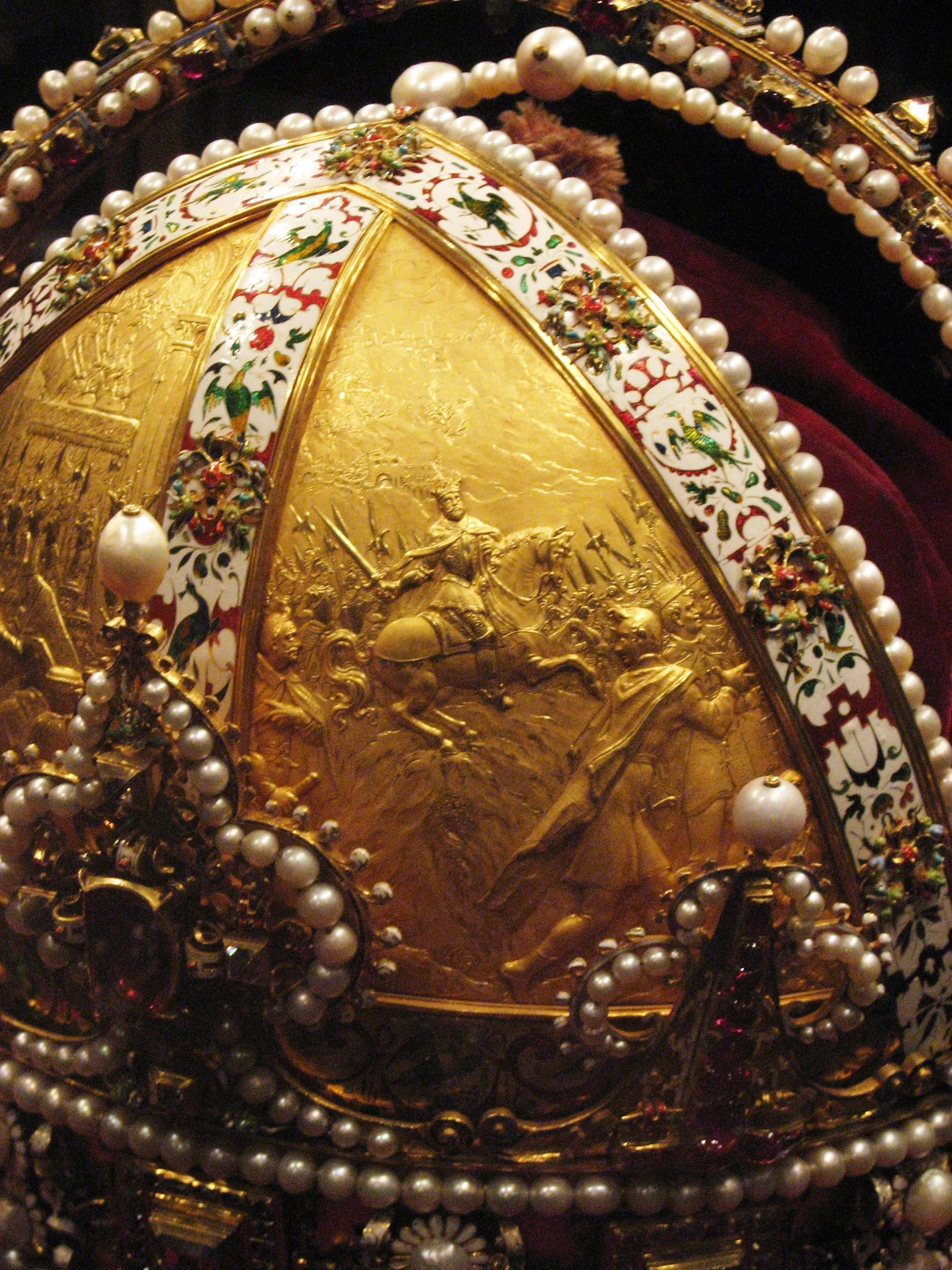
Relief przedstawiający wjazd Rudolfa II na Wzgórze Królewskie
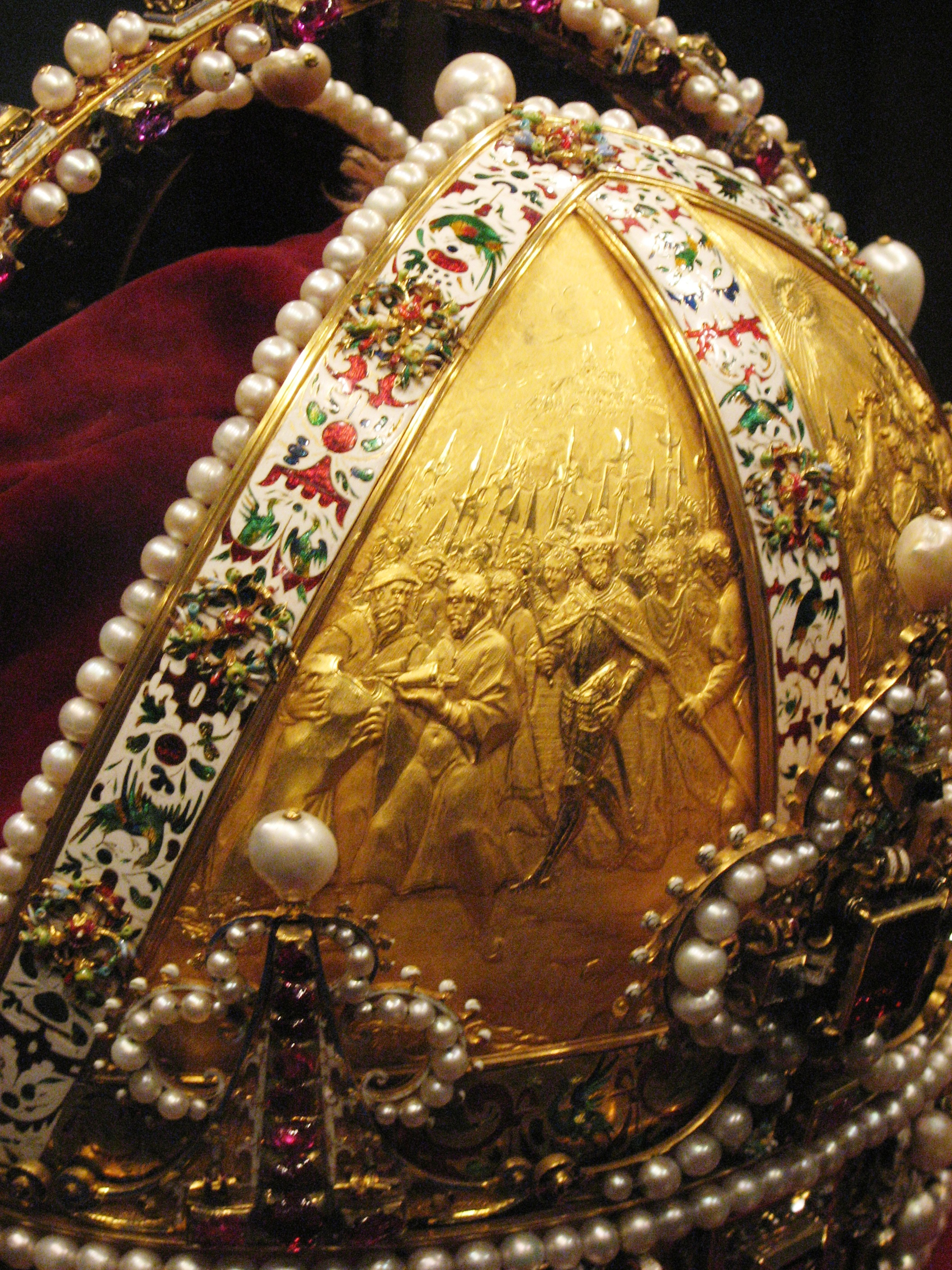
Relief przedstawiający procesję koronacyjną Rudolfa II w Pradze
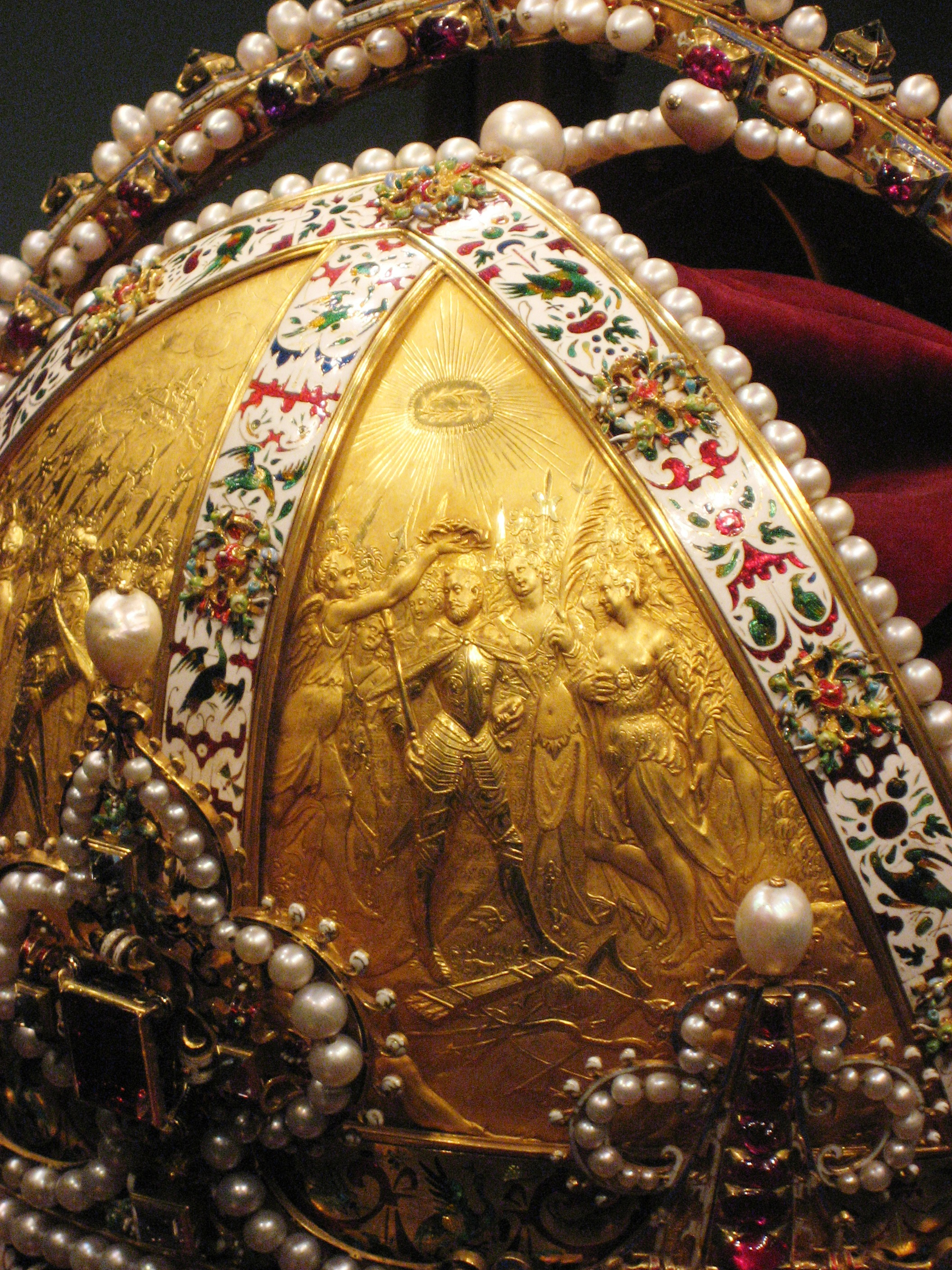
Relief przedstawiający triumf Rudolfa II w wojnie z Imperium Osmańskim
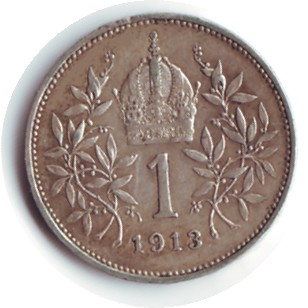
Korona cesarska na austriackiej 1-koronówce z 1913
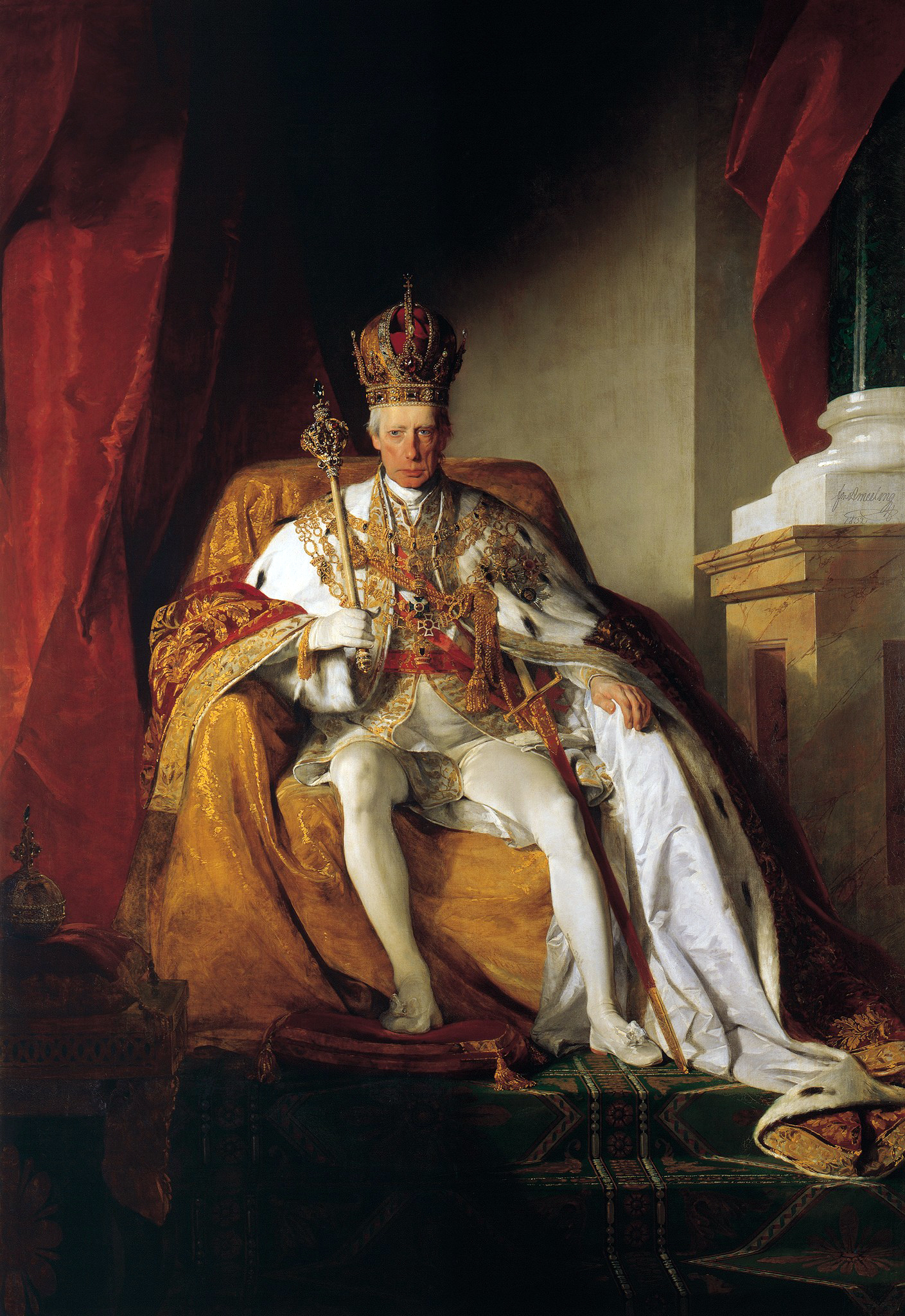
Cesarz Franciszek II/I z koroną cesarską na głowie
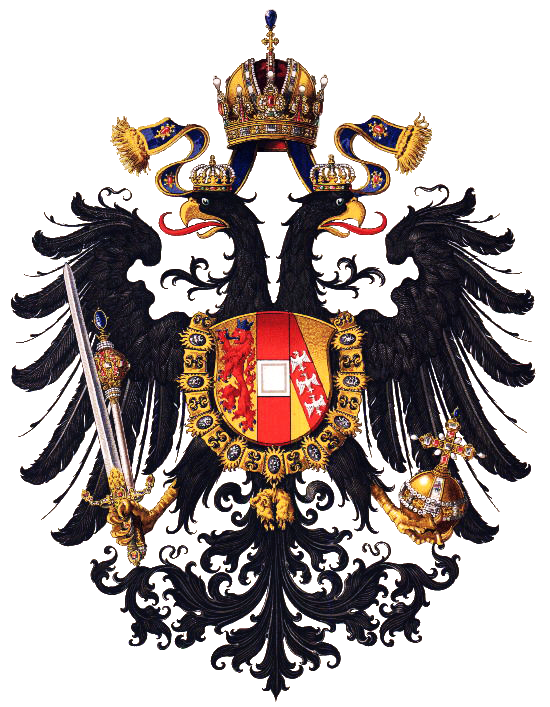
Korona w małym herbie Cesarstwa Austrii